# Deinagkistrodon acutus
Genre
Espèce
Synonymes
- Halys acutus Günther, 1888

Deinagkistrodon acutus, unique représentant du genre Deinagkistrodon est une espèce de serpents de la famille des Viperidae parfois appelée vipère des cent pas.

## Répartition
Cette espèce se rencontre :
- à Taïwan ;
- en République populaire de Chine ;
- dans le nord du Viêt Nam.

Sa présence est incertaine au Laos.

## Description
Ce serpent venimeux mesure en moyenne 1,2 mètre de long, le plus grand spécimen mesuré ayant atteint 1,5 mètre. Il est de couleur gris à brun-rouge, avec sur les côtés des triangles gris ou beige. La tête est plus sombre.
Il se nourrit d'oiseaux, de souris, de lézards et de grenouilles.
Ce reptile est ovipare. Les femelles pondent jusqu'à 24 œufs. Les petits sont nettement plus clairs que les adultes, avec des motifs contrastés.
On le surnomme "vipère des cents pas" par allusion à la distance que pourrait parcourir un homme avant de succomber à son venin.

## Étymologie
Le genre Deinagkistrodon, du grec δεινός, deinós, « terrible », et Agkistrodon, le genre dans lequel elle était classée précédemment, a été choisi en référence à la dangerosité de celle-ci.
Son nom d'espèce, du latin acutus, « aiguisé, pointu », lui a été donné en référence au lobe pointu présent à l'extrémité de son museau.

## Publications originales
- Gloyd, 1979 : A New Generic Name For The Hundred-Pace. Proceedings of The Biological Society of Washington, vol. 91, p. 963-964 (texte intégral).
- Günther, 1888 : On a collection of reptiles from China. Annals and Magazine of Natural History, ser. 6, n. 1, p. 165-172 (texte intégral).